# Шёльд, Ева
Ева Шёльд (швед. Eva Sköld, полное имя Eva Arna Ottesdotter Sköld; 1928—1999) — шведская театральный режиссёр.

## Биография
Родилась 18 июля 1928 года в Стокгольме в семье художника и иллюстратора Отте Шёльда и его жены — преподавателя физкультуры и писателя Арны Арнцт-Шёльд. Была двоюродной сестрой писателя и сценариста Бо Шёльда.
От матери привилась любовь к спорту — обучаясь в школе она успешно участвовала в соревнованиях по плаванию. В 1936—1939 годах Ева училась в Шведской королевской балетной школе в Стокгольме, затем в Лондоне — в Королевской академии драматического искусства в 1947—1948 годах и в старинном театре «Олд Вик» в 1948—1950 годах.
По окончании обучения, Ева Шёльд вернулась в Швецию и работала ассистентом режиссёра/сценариста на сцене и в кино у Ингмара Бергмана, Альфа Шёберга и Хассе Экмана в ряде театров, включая стокгольмский театр Intiman. Её собственный профессиональный режиссёрский дебют состоялся именно в этом театре постановкой пьесы Джона Патрика «Hjärtats dårar» (англ. «The Curious Savage») 12 января 1954 года.
С 1954 года Ева Шёльд работала в Городском театре Мальмё (ныне Опера Мальмё), в котором она прослужила до 1993 года с небольшими перерывами. В 1980—1983 годах она была режиссёром театральной сцены Konsthallsscen в музее Кунстхалле Мальмё. Работала приглашенным режиссёром и художественным консультантом в Норвегии 1967—1969 годах в театре Trøndelag Teater и 1971—1977 годах в Норвежском национальном театре. В 1955—1957 и 1958—1963 годах работала в гастролирующем театре Швеции Riksteatern. Снялась в фильмах «Den blodiga tiden» (1960) и «Hela mitt liv har varit konst» (1996).
За свою плодотворную деятельность в 1972 году получила театральную премию Kvällspostens Thaliapris; в 1981 году стала членом Академия Сконе.
Умерла 27 июня 1999 года в Мальмё.

### Личная жизнь
Ева Шёльд была замужем трижды: первый раз вышла замуж за журналиста из Лондона Джеральда Туттона (Gerald Tutton, род. 1924), вместе они жили в 1949—1952 годах; второй за была замужем в 1952—1958 годах за актёром и режиссёром Рольфом Карлстеном; третьим её мужем был юрист Свен Целандер, с которым она прожила с 1958 года до его смерти в 1966 году.
У неё было трое детей: дочери Ева и Вера, а также сын Юхан, который тоже стал театральным режиссёром.